# Heteronotus quadrinodosus
Heteronotus quadrinodosus är en insektsart som beskrevs av Leon Fairmaire. Heteronotus quadrinodosus ingår i släktet Heteronotus och familjen hornstritar. Inga underarter finns listade i Catalogue of Life.